# Toulonjac
Toulonjac település Franciaországban, Aveyron megyében. Lakosainak száma 752 fő (2022. január 1.). Toulonjac Sainte-Croix, Saint-Rémy, Savignac, Villefranche-de-Rouergue és Villeneuve községekkel határos.

## Népesség
A település népessége az elmúlt években az alábbi módon változott:
| Lakosok száma | 328  | 531  | 668  | 691  | 735  | 750  | 747  | 740  | 745  | 752  |
|               | 1968 | 1982 | 1990 | 2006 | 2013 | 2015 | 2017 | 2019 | 2020 | 2022 |